# الوكالة الوطنية للمستهلكين
كانت الوكالة الوطنية للمستهلكين (NCA) هيئة قانونية تفرض حماية المستهلك في أيرلندا من عام 2007 إلى عام 2014 ، عندما تم دمجها مع هيئة المنافسة لتشكيل لجنة المنافسة وحماية المستهلك.

## تأسيسها
وقد سبق وكالة الوطنية للمستهلكين من قبل مكتب مدير شؤون المستهلكين التي أنشئت بموجب قانون معلومات المستهلك لعام 1978 ، الذي كان مكتب الخدمة المدنية تحت إشراف وزير الصناعة والتجارة والطاقة.
يمكن إرجاع أصول وكالة الوطنية للمستهلكين إلى إنشاء مجموعة إستراتيجية المستهلك (CSG) في مارس 2004. نفذ قانون حماية المستهلك 2007 العديد من توصيات المجموعة، بما في ذلك استبدال مدير شؤون المستهلك بوكالة مستقلة.